# Barteria solida
Barteria solida je biljka iz porodice Passifloraceae, roda Barteria.
Raste u Kamerunu.